# جما ایوانز (بازیکن فوتبال)
جما ایوانز (انگلیسی: Gemma Evans؛ زادهٔ ۱ اوت ۱۹۹۶) بازیکن فوتبال اهل بریتانیا است.
وی همچنین در تیم‌های ملی فوتبال Wales women's national football team under 19 و زنان ولز بازی کرده‌است.